# Maagdelijkheid
Maagdelijkheid is de staat van iemand die geen geslachtsgemeenschap heeft gehad.
Maagdelijkheid is in verschillende religies en samenlevingen een sociale status waarin een persoon een bepaald aanzien geniet. Een vrouw die nog niet ontmaagd is wordt een andere status toegekend dan een vrouw die haar maagdelijkheid niet heeft bewaard. Een maagdelijke staat kan ten aanzien van een eventueel huwelijk een voorwaarde zijn. Vrouwelijke maagden worden als rein en puur gezien. Mannelijke maagdelijkheid kan een ander aanzien met zich meebrengen, hoewel dit afhangt van de religie. Een vrouw die haar maagdelijkheid nog bezit wordt maagd genoemd, een man in deze positie wordt knaap genoemd.

## Perceptie
In vele culturen en religies waaronder christelijke kerken binnen het protestantisme en katholicisme, maar ook in de islam en andere godsdiensten, wordt een groot belang gehecht aan de maagdelijkheid van de vrouw en de man bij het huwelijk. In veel culturen wordt er echter tussen man en vrouw met twee maten gemeten: daar waar van vrouwen verwacht wordt dat ze kuis leven en geen seks voor het huwelijk hebben, doen veel mannen hun eerste seksuele ervaring al voor het huwelijk op. Een vrouw die voor het huwelijk geslachtsgemeenschap heeft gehad wordt kan echter worden gezien als 'onkuis', 'onrein' of een 'slet'. Zelfs wanneer een vrouw onvrijwillig haar maagdelijkheid heeft verloren door een verkrachting, kan ze worden gestigmatiseerd. In sommige culturen wordt aangenomen dat ze de verkrachting zelf heeft uitgelokt, wordt ze verstoten als schande voor de familie, of gedwongen met haar verkrachter te trouwen.
Volgens de oude traditie trouwt een bruid in het wit, waarmee ze haar maagdelijkheid symboliseert. Was ze al eerder getrouwd, dan is de bruidsjapon niet wit.

## Christendom
In het christendom geldt dat de protestants-orthodoxe, orthodoxe, bevindelijke en rooms-katholieke theologie uitgaat van de maagdelijkheid als ideale start van een huwelijk. 

In de Bijbel staat een veroordeling van ontucht in Hebreeën 13:4.
Laat het huwelijk bij allen in ere zijn en het huwelijksbed onbevlekt, want ontuchtplegers (πόρνους) en overspelers (μοιχοὺς) zal God oordelen.
Uit de context is op te maken dat voorhuwelijkse seksualiteit valt onder de noemer ontucht (πορνεία). Behalve in bovenstaande tekst wordt ontucht (ook hoererij genoemd) veroordeeld door Jezus (Mattheüs 15:19), Paulus (1 Korinthe 6:10, 6:18, 7:2), Jakobus (Handelingen 15:20), Johannes van Patmos (Openbaring 21:8) en de schrijver van Judas (vers 7).
Paulus spreekt meerdere malen over het instituut huwelijk, en de daarbinnen gepleegde seksualiteit als enige legitieme seksualiteit. In 1 Korinthe 6:18-19 maant Paulus de Korinthiërs weg te vluchten van de hoererij. Wie hoererij bedrijft zondigt tegen zijn eigen lichaam welke een tempel van de Heilige Geest is. In het hoofdstuk erna adviseert hij het huwelijk aan hen die zich niet kunnen beheersen. Het is volgens hem beter te trouwen dan van begeerte te branden.
Het celibaat staat van maagdelijkheid los, omdat het ook na een huwelijk aangegaan kan worden, zoals na het overlijden van een partner. Ook kan een priester, monnik of religieuze zuster ontslagen worden van zijn of haar belofte en voor de kerk huwen.

### Rooms-katholicisme
In de rooms-katholieke theologie is de enige legitieme seksuele omgang die tussen een man en een vrouw die gehuwd zijn met elkaar. Dit baseert de kerk deels op de decaloog alsmede op diverse andere oudtestamentische teksten.

### Andere episcopale stromingen
De rooms-katholieke en veel andere episcopale kerkgenootschappen gaan in hun canoniek recht bij wetten meer uit van een ideaal vertrekpunt. Idealiter en realiteit staan daarbij met elkaar op gespannen voet, waardoor de overtreding van dogmata wel als zondig wordt beschouwd, maar waarvoor vergeving kan worden gevraagd.

### Calvinisme
In het rechterspectrum van de calvinistisch-protestante theologie wordt eveneens de gemeenschap tussen ongehuwden veroordeeld als on-Bijbels, dan wel zondig. In tegenstelling tot de rooms-katholieke en andere episcopale kerken beziet men een zonde echter als een persoonlijke kwestie tussen de gelovige en God, en vergeving kan niet door bijvoorbeeld een gemeende biecht worden bedwongen. Eventueel kan bij strenge groeperingen zelf middels de kerkelijke tucht iemand worden afgesneden van gesprekken met andere leden, het Heilig Avondmaal of er kan excommunicatie worden toegepast.
In het linkerspectrum van de calvinistische gemeenschappen, waaronder Remonstrantse Broederschap en de linkervleugel van de huidige Protestantse Kerk in Nederland (PKN) kan de individuele gelovige een enkel overdrachtelijke en metaforische betekenis geven aan dit type Bijbelse normen en waarden. De door de andere kerken nogal letterlijke interpretatie van de maagdelijke geboorte wordt dan geïnterpreteerd als een metafoor voor een rein geweten of andere schoonheid. En in de voorwaarde maagdelijk te blijven tot het huwelijk, wordt het huwelijk als metafoor gezien liefdesrelatie, iets dat méér is dan lust alleen.

### De maagd Maria
De Bijbel spreekt van Maria als de moeder van Jezus die van hem als maagd bevallen is, althans zwanger was van de Heilige Geest. Deze maagdelijkheid kan men metaforisch interpreteren, als maagdelijke schoonheid (esthetisch), enzovoorts, of als een verzameling van overdrachtelijke betekenissen die men daarop vanuit de dogmatische theologie van toepassing acht.
De Rooms-Katholieke Kerk en de behoudende protestante gemeenschappen interpreteren daarnaast de letterlijke betekenis van het woord maagd als religieuze waarheid. Bij veel kerken is de maagdelijkheid van de moeder van Jezus zelfs onderdeel van de Belijdenis, vaak de apostolische variant.

## Islam
In de islam wordt de maagdelijkheid van de vrouw gekoppeld aan de maatschappelijke eer van de vrouw zelf en haar verwanten. Indien deze eer is aangetast, wordt gesteld dat de vrouw zelf haar lusten niet heeft kunnen beteugelen of dat de familie dit niet heeft weten te voorkomen. Bij verkrachting is niet de vrouw maar de dader schuldig, maar de eer is wel aangetast omdat de familie niet heeft kunnen voorkomen dat een man die het familielid 'zomaar' benaderde de eer van de vrouw aantastte. In extreme gevallen wordt in dezen eerwraak gepleegd door de familie op de vrouw, of op de dader. Gevallen van eerwraak zijn niet talrijk, maar halen in westerse landen wel de landelijke media.
De maagdelijkheid en de maatschappelijke status die daaraan verbonden is, verschilt niet tussen de beide seksen in die zin dat de Koran daar zelf duidelijk over is. Soms wordt die indruk echter wel gewekt, bijvoorbeeld doordat eerwraakslachtoffers in de regel vrouwen zijn.
Binnen de islam worden aan iedere rechtvaardige islamitische man maagden beloofd in de hemel, de zogeheten hoeri's. De maagden worden omschreven als goede en schone meisjes met mooie ogen en ronde of volle borsten. De Koran noemt geen aantal, maar een Hadith noemt er 72.

## Jodendom
Ook in joods opzicht is het van belang dat de maagdelijkheid bewaard wordt tot het huwelijk. Dit wordt in de Tenach niet letterlijk beschreven, maar de teksten in de heilige geschriften koppelen gemeenschap wel aan huwelijk. Wordt een meisje ontmaagd vóórdat zij gehuwd is, dan wordt dat gezien als hoererij en moet zij volgens de Tenach gestenigd worden totdat zij sterft. In sommige teksten heeft in semantisch opzicht het hebben van gemeenschap een overlap met wat later beschreven werd als het huwelijk.

## Andere culturen
Omtrent de maagdelijkheid van vrouwen heerst en heerste ook in andere culturen een bepaalde, soms mythische, status. In het oude Rome werd ascetische onthechting gezien als voorwaarde om optimaal met goden te kunnen communiceren. Dientengevolge werd de maagdelijke status van een vrouw een voorwaarde om als profetes te kunnen leven, zoals de Sibillen. Ook bij de Peruaanse Inca's was men van mening dat maagden als zonnevrouwen, zogenaamde Coya's, een bevoorrechte status hadden. Zij maakten offers voor de Zonnegod en waren naast seksueel ook op de meeste andere gebieden, zoals zelf communicatief, afgezonderd van de gewone Inca's.

## Onwaarheden
Ten onrechte wordt soms verondersteld dat het bestaan van een maagdenvlies de maagdelijkheid van de vrouw kan bewijzen. Ook suggereert de naam dat het een vlies betreft, in plaats van een randje weefsel, dat bij de eerste penetratie altijd zou bloeden. Een maagdenvlies kan echter al ingescheurd zijn door niet-seksuele activiteiten, zoals sport of ongelukken. In veel culturen worden de bebloede lakens na de huwelijksnacht gezien als bewijs van maagdelijkheid (Deuteronomium 22:14-17), en wordt een vrouw die niet bloedt gezien als iemand die al voor het huwelijk seks heeft gehad en daarmee als onkuis. Om problemen te voorkomen neemt de vrouw vaak een klein flesje met een rode vloeistof mee dat ze tijdens de gemeenschap over het laken giet
Andere onware beweringen zijn dat maagden minder liegen of een andere lichaamsgeur hebben, dat hun vagina strakker is, of dat men van de ontmaagdende geslachtsgemeenschap niet zwanger kan worden. Sommige vrouwen durven hierdoor geen tampons te gebruiken en niet te masturberen (vooral niet met hulpmiddelen als dildo's), uit angst dat hun vagina hierdoor minder strak wordt of het maagdenvlies inscheurt.

## Seksuele revolutie
De seksuele revolutie heeft een grote invloed gehad op de perceptie van maagdelijkheid in de westerse wereld. Door betere seksuele voorlichting zijn veel onware verhalen onder met name jongeren uit de wereld geholpen. De rol van religie die kuisheid, maagdelijkheid en seks voor het krijgen van kinderen bepleitte, werd teruggedrongen. Bovendien werden beschermings- en anticonceptiemiddelen zoals de pil en het condoom meer en meer geaccepteerd, waardoor seks meer en meer iets werd om van te genieten zonder aan eventuele consequenties te hoeven denken. Hierdoor werd ook minder moeilijk gedaan over maagdelijkheid en seks voor het huwelijk, en werd het steeds gewoner dat men voor het huwelijk een of meerdere seksuele relaties had. De leeftijd van de eerste seksuele ervaring vertoont hierdoor in ontwikkelde landen een dalende trend.
Hierdoor wordt maagdelijkheid onder jongeren in landen waar de seksuele revolutie is doorgedrongen soms zelfs gezien als iets waarvoor men zich schaamt. Seksuele ervaring wordt vaak gezien als een stap naar volwassenheid. Sommige jongeren en volwassenen liegen daarom over de leeftijd van hun ontmaagding of pretenderen geen maagd meer te zijn terwijl ze dit nog wel zijn. Anderzijds is er ook een tegenbeweging merkbaar: men vindt geslachtsgemeenschap iets dat gereserveerd moet blijven voor de ware liefde en dat men er niet enkel en alleen mee moet beginnen uit sociale druk van vrienden.

## Ontmaagding
De eerste geslachtsgemeenschap, ook wel 'eerste keer' genoemd, is tevens de ontmaagding of defloratie. Deze term wordt voor mannen en vrouwen gebruikt. Zowel vrijwillige als onvrijwillige penetratie van de penis in de vagina worden als ontmaagding gezien. Hoewel de eerste keer als zeer bijzonder wordt gezien, wordt deze meestal als niet erg prettig ervaren. Niet alleen heeft een van de partners of hebben beiden geen ervaring met seks, maar de partners zijn ook nog niet seksueel op elkaar ingespeeld. Door de zenuwen blijft de opwinding vaak uit, waardoor de vagina niet nat wordt of de penis onvoldoende stijf, met als gevolg dat de penetratie moeizaam of pijnlijk verloopt. De leeftijd waarop men de maagdelijkheid verliest verschilt per geslacht en per land. Leeftijden lopen sterk uiteen van soms slechts 11 of 12 tot (ver) boven de 30 jaar.

## Maagdelijkheidstests
Vrouwen en meisjes worden soms onderworpen aan maagdelijkheidstests door hun familie of (toekomstige) schoonfamilie, gebaseerd op de onterechte aanname dat maagdelijkheid zou kunnen worden aangetoond door een arts of zelfs door een niet-medisch geschoold persoon. Maagdelijkheid kan men medisch niet achterhalen, tenzij sprake is van zichtbaar inwendig letsel als gevolg van een gewelddadige penetratie, of uiteraard als er sprake is van een (doorgemaakte) zwangerschap.